# Mirosława Nykiel

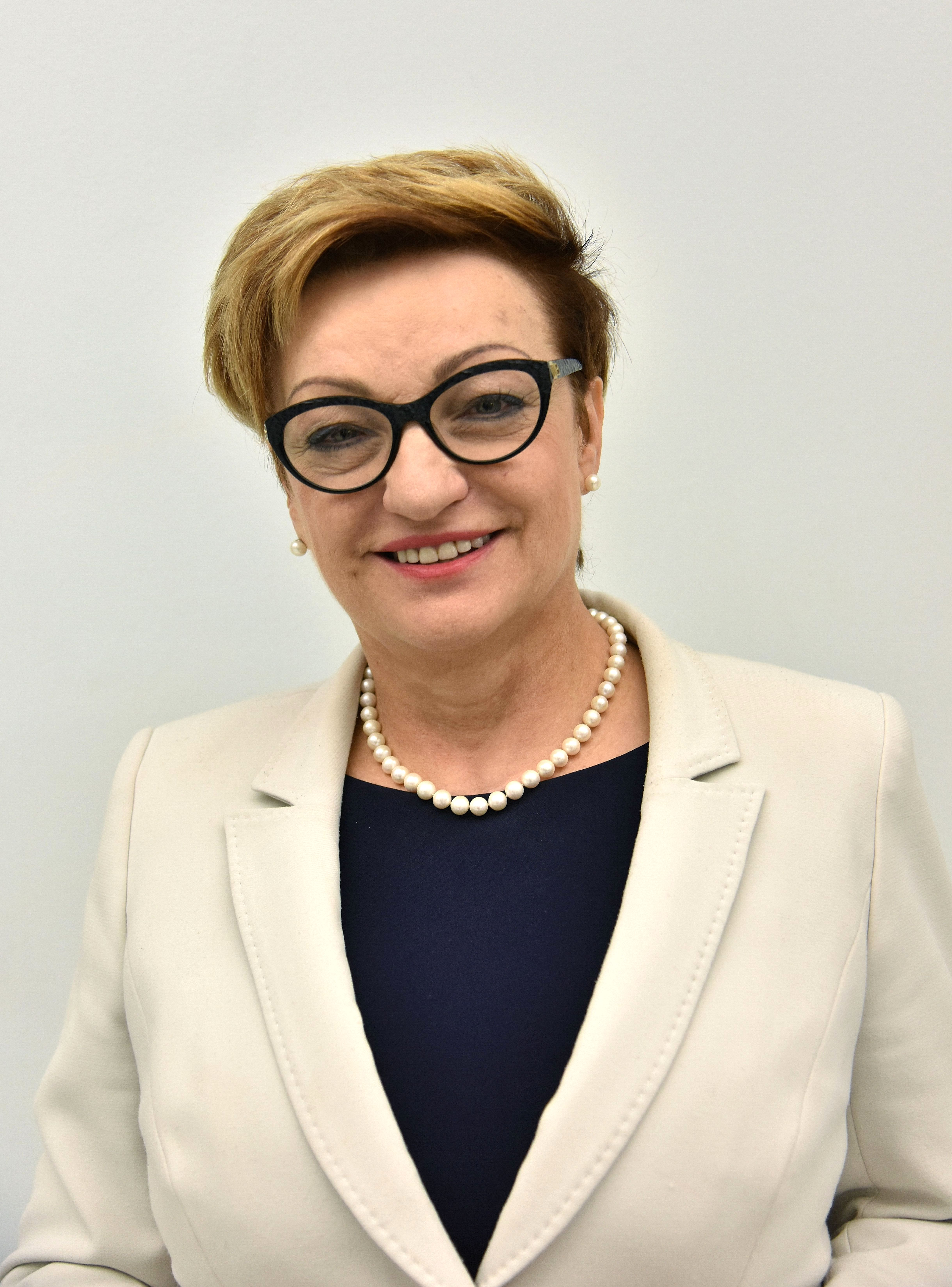
Mirosława Nykiel

Mirosława Nykiel (* 23. September 1953 in Wańkowa) ist eine polnische Politikerin der Platforma Obywatelska (Bürgerplattform).
Mirosława Nykiel studierte am Fachbereich für Kunstpädagogik der Schlesischen Universität in Cieszyn und schloss ihr Studium 1983 mit einem Magister ab. 1975 bis 1984 arbeitete sie im Prasa-Książka-Ruch-Verlag in Oświęcim (Auschwitz), trat 1980 in die Solidarność ein und wurde Vorsitzende der Gewerkschaft für den Verlag. Nachdem sie den Prasa-Książka-Ruch-Verlag verlassen hatte, war Mirosława Nykiel bis 1990 Polnischlehrerin einer Grundschule in Miedźna. Ende der 1990er Jahre wurde sie für den Bereich Oświęcim Direktorin von Ruch S.A., ab 1998 war sie Mitglied und von 2000 bis 2001 Vorsitzende des Vorstands. Im Jahr 2002 gründete und betrieb sie das Edukacyjne Centrum Biznesu (Bildungszentrum für Wirtschaft) in Bielsko-Biała. 2003 wurde sie Mitglied der Inicjatywa dla Polski und wechselte 2005 zur Bürgerplattform. Bei den Parlamentswahlen 2005 konnte sie einen Sitz im Polnischen Senat erringen. Bei den vorgezogenen Wahlen 2007 kandidierte Mirosława Nykiel für den Sejm und konnte ein Mandat erringen.
Mirosława Nykiel ist verheiratet und hat drei Kinder.